# Kotlina Hisarska

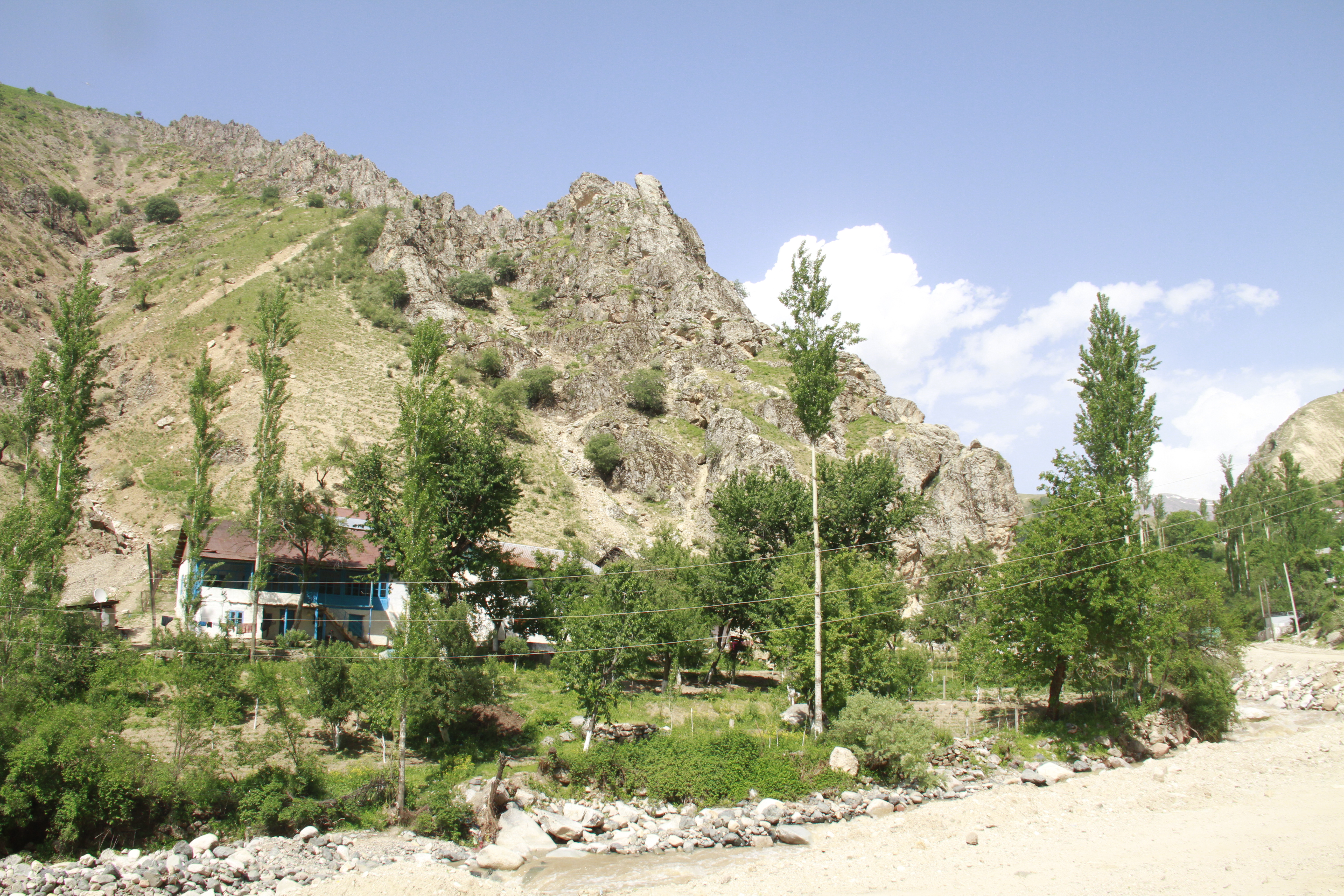
Krajobraz Kotliny Hisarskiej

Kotlina Hisarska – zapadlisko tektoniczne w Tadżykistanie, pomiędzy Górami Hisarskimi i Karatau. Wysokość waha się od 700 do 1000 m n.p.m. Systemy sztucznego nawadniania umożliwiają uprawę bawełny, sezamu, warzyw i owoców. W kotlinie leży stolica kraju, Duszanbe.